# David Faulkner
David Andrew Vincent Faulkner (Portsmouth, 10 september 1962) is een hockeyer uit het Verenigd Koninkrijk, Faulkner spelpositie was centrale verdediger. Faulkner speelde 81 interlands voor het Engelse elftal en ook nog 69 interlands voor Britse hockeyelftal. 
Faulkner verloor met het Engelse elftal de finale van het wereldkampioenschap in eigen land van Australië
Een jaar later stond Faulkner met het Engelse elftal in de finale van het Europees kampioenschap tegen Nederland en verloor de wedstrijd na strafballen. 
Faulkner behaalde zijn grootste succes tijdens de Olympische Spelen in Seoel door met het Britse elftal de in de finale van West-Duitsland te winnen.

## Erelijst
- 1984 -  Champions Trophy in Karachi
- 1985 -  Champions Trophy in Perth
- 1986 -  Wereldkampioenschap in Londen
- 1986 - 4e Champions Trophy in Karachi
- 1987 - 4e Champions Trophy in Amstelveen
- 1987 -  Europees kampioenschap in Moskou
- 1988 –  Olympische Spelen in Seoel